# Alice Roosevelt Longworth
(Evangeline Holland, Edwardian Promenade, 15 gennaio 2009)
Alice Lee Roosevelt Longworth (Manhattan, 12 febbraio 1884 – Washington, 20 febbraio 1980) è stata una scrittrice e socialite statunitense; era la figlia maggiore del presidente degli Stati Uniti Theodore Roosevelt ed era figlia unica della sua prima moglie, Alice Hathaway Lee Roosevelt. La Longworth ha condotto una vita non convenzionale e controversa. Il suo matrimonio con il rappresentante Nicholas Longworth III, leader del partito repubblicano e 38° Speaker della Camera dei rappresentanti degli Stati Uniti, era traballante e la sua unica figlia, Paulina, era frutto dalla sua relazione con il senatore William Borah.

## Infanzia

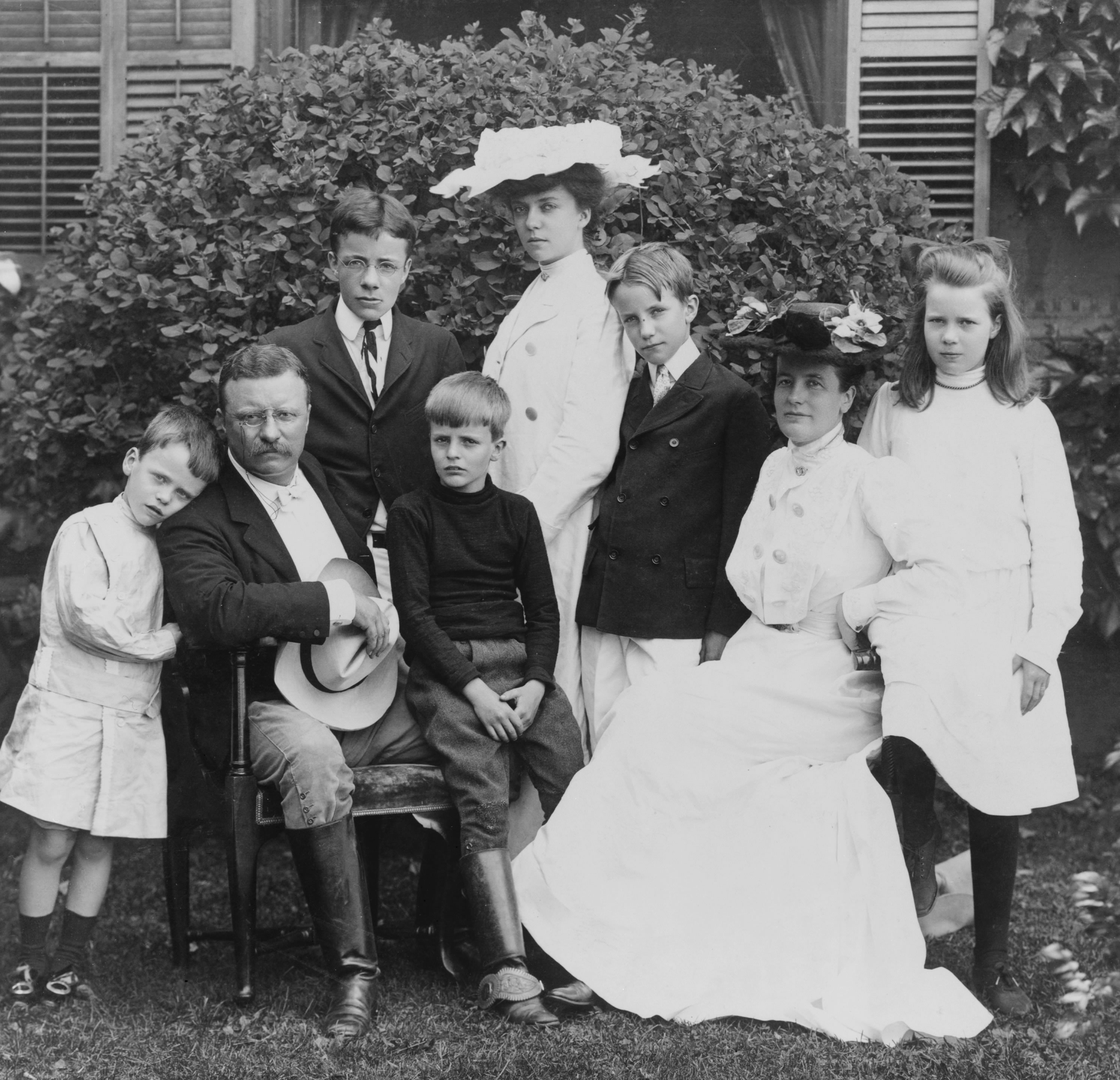
La Famiglia Roosevelt nel 1903 con Quentin a sinistra, Theodore Roosevelt, Ted, Archie, Alice, Kermit, Edith ed Ethel.

Alice Lee Roosevelt nacque nella casa della famiglia Roosevelt al 6 West 57th St. di Manhattan, New York il 12 febbraio 1884. Sua madre, Alice Hathaway Lee Roosevelt, era l'erede di un bancario di Boston. Suo padre, Theodore, era allora a New York, Deputato dello Stato. Come Oyster Bay Roosevelt, Alice era discendente della famiglia Schuyler.
Due giorni dopo la sua nascita, nella stessa casa, sua madre morì per insufficienza renale non diagnosticata. Undici ore prima, quello stesso giorno, anche la madre di Theodore, Martha Stewart "Mittie" Bulloch, morì, di Febbre Tifoide.
Theodore fu così sconvolto dalla morte di sua moglie che non poteva sopportare di pensare a lei. Non parlò mai più di lei, non permise che fosse menzionata in sua presenza e omise persino il suo nome dalla sua autobiografia. Pertanto sua figlia Alice era chiamata "Baby Lee" anziché con il suo nome. Continuò questa abitudine anche più tardi nella vita, spesso preferendo essere chiamata "Mrs. L", anziché "Alice".
Alla ricerca di conforto, Theodore si ritirò dalla sua vita a New York, dirigendosi a ovest, dove trascorse due anni viaggiando e vivendo nel suo ranch nel Dakota del Nord. Lasciò sua figlia ancora piccola alle cure di sua sorella Anna, conosciuta come "Bamie" o "Bye". Le lettere a Bamie rivelano la preoccupazione di Theodore per sua figlia. In una lettera del 1884, scrisse: "Spero che il mio Topolino sarà molto astuto, la amerò molto".
Bamie ebbe un'influenza significativa sulla giovane Alice, che in seguito ne avrebbe parlato con ammirazione: "Se zia Bye fosse stata un uomo, sarebbe stata presidente". Bamie la prese sotto la sua vigile cura, spostando Alice nella sua casa di Manhattan piena di libri, fino a quando Theodore si sposò di nuovo.
Dopo che Theodore sposò Edith Kermit Carow il 2 dicembre 1886, Alice fu allevata da suo padre e dalla sua matrigna. Grazie a questo matrimonio Alice aveva cinque fratellastri: Theodore III (Ted), Kermit, Ethel, Archie e Quentin. Theodore rimase sposato con Edith fino alla sua morte nel 1919. Durante gran parte dell'infanzia di Alice, Bamie fu una figura remota che alla fine si sposò e si trasferì a Londra per un certo periodo. Mentre Alice in seguito divenne più indipendente ed entrò in conflitto con suo padre e la matrigna; la Zia "Bye" forniva la struttura e la stabilità necessarie. Più tardi nella vita disse di sua zia: "C'è sempre qualcuno in ogni famiglia che la tiene insieme. Nel nostro caso, è stata Zia Bye".

## Rapporto con la matrigna
C'erano tensioni nel rapporto tra la giovane Alice e la sua matrigna Edith, che aveva conosciuto la precedente moglie di suo marito e aveva chiarito che considerava la precedente una donna bella, ma insipida, sciocca e infantile. Edith una volta le disse con rabbia che se Alice Hathaway Lee fosse vissuta, avrebbe annoiato a morte Theodore.
Continuando la tensione con la matrigna, la separazione prolungata e la poca attenzione di suo padre, creò una giovane donna indipendente, estroversa e sicura di sé. Quando suo padre era Governatore di New York, lui e sua moglie proposero che Alice frequentasse una scuola conservatrice per ragazze a New York City. Per tutta risposta Alice scrisse: "Se mi ci mandi ti umilierò. Farò qualcosa che ti farà vergognare. Ti dico che lo farò."
Negli anni successivi Alice espresse ammirazione per il senso dell'umorismo della matrigna e dichiarò di aver condiviso gusti letterari simili. Nelle sue ore di Crowded Hours Alice scrisse di Edith Carow: "Il fatto che fossi figlia di un altro matrimonio era un dato di fatto e costituiva una situazione che andava affrontata e la mamma la affrontò con una correttezza, un fascino e un'intelligenza che possiede in misura maggiore di quasi chiunque altro che conosco."

## La presidenza del padre

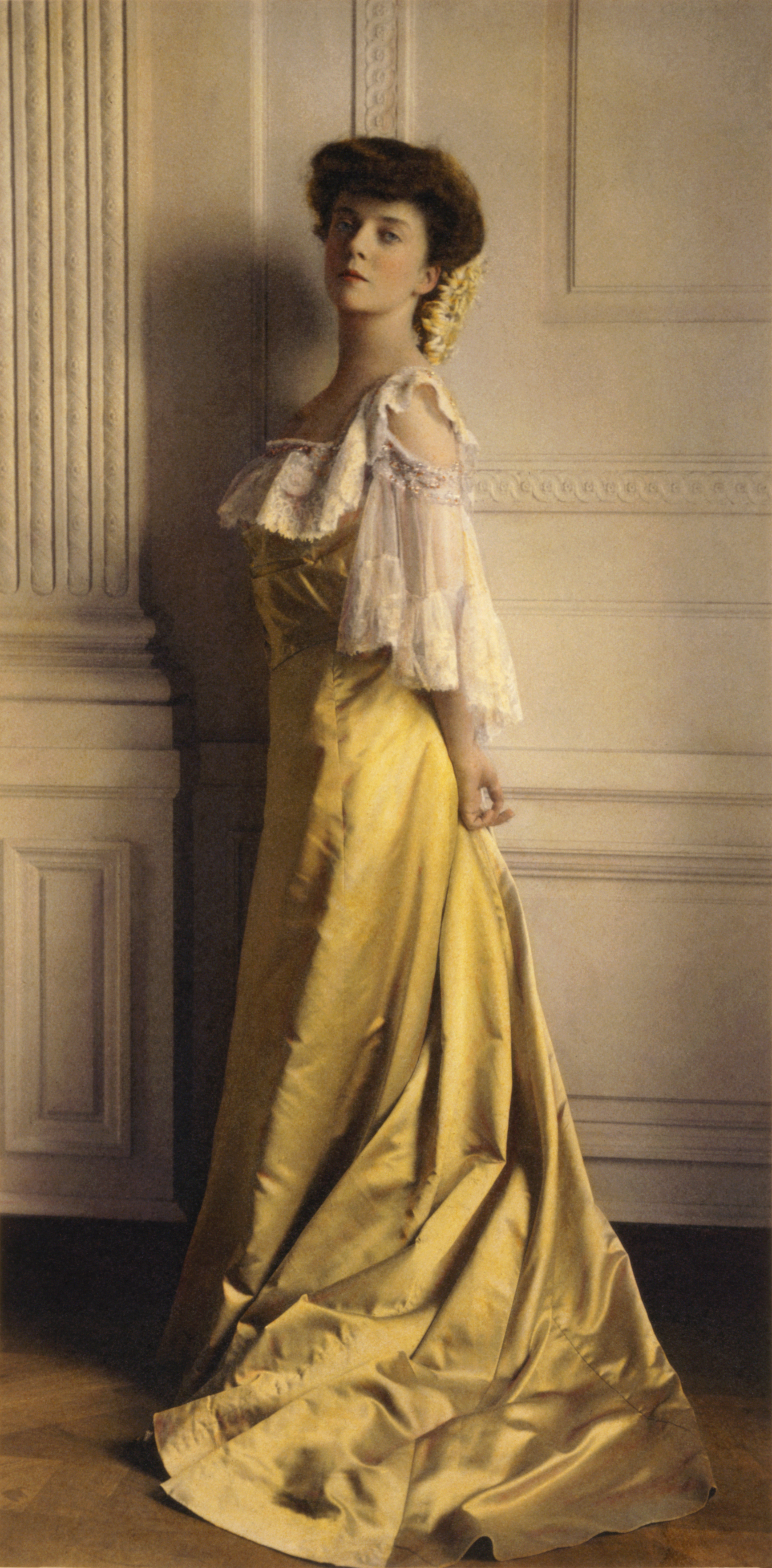
Fotografia colorata a mano di Alice Roosevelt di Frances Benjamin Johnston, scattata intorno al suo debutto nel 1903.

Dopo l'assassinio del Presidente William McKinley nel 1901 a Buffalo, suo padre entrò in carica, un evento che salutò con "pura estasi". Alice divenne un'icona di celebrità e moda all'età di 17 anni e al suo debutto sociale nel 1902 indossava un abito che divenne noto come "Blue Alice", scatenando una tendenza a colori nei vestiti femminili e una canzone popolare: "Alice Blue Gown" (Abito Blue Alice).

### Condotta pubblica

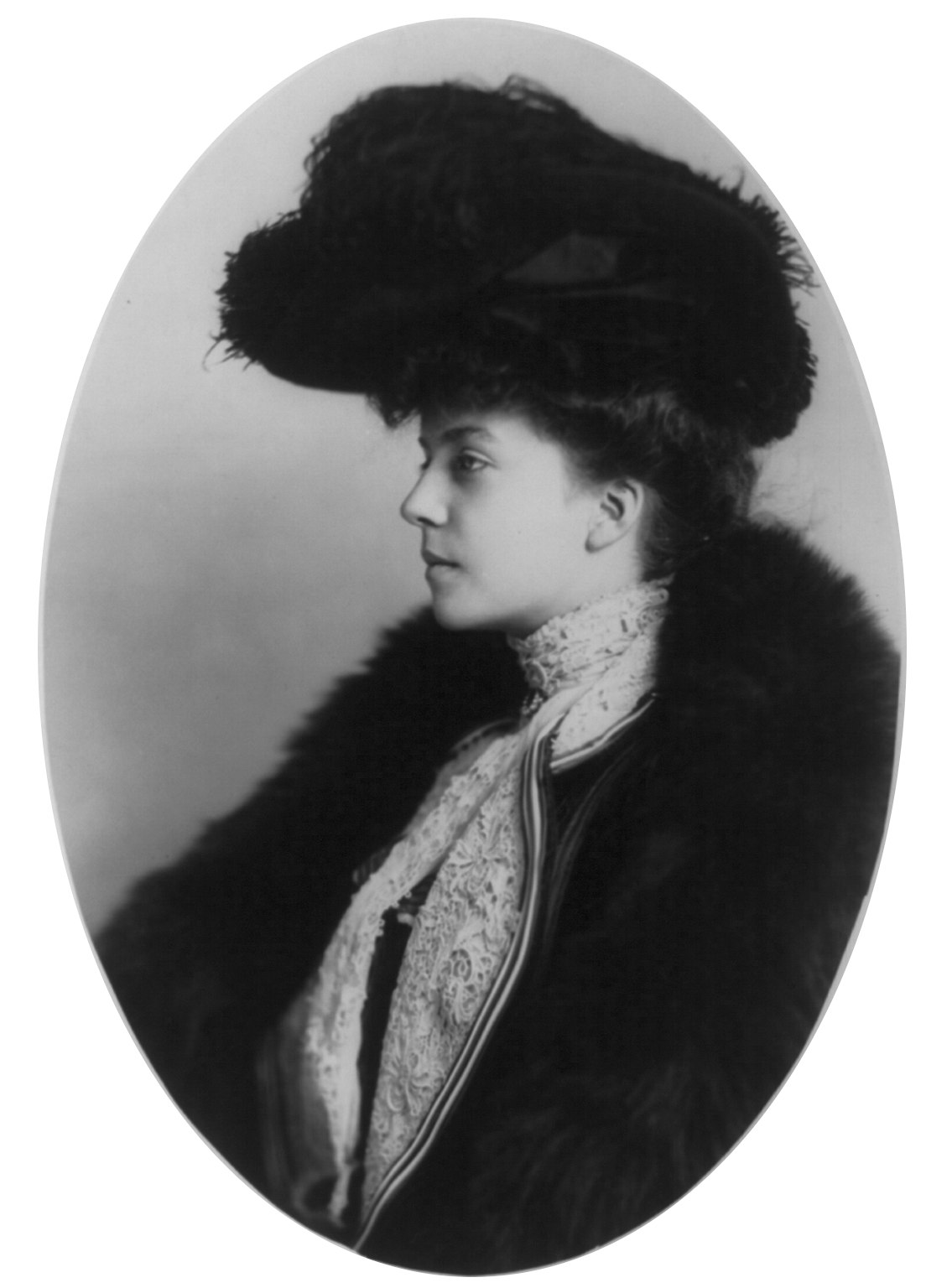
Ritratto in studio di Alice Roosevelt del 1902 di Frances Benjamin Johnston.

Alice era al centro dell'attenzione nel contesto sociale della presidenza di suo padre e lei prosperava sull'attenzione, anche se si irritava per alcune delle restrizioni che tale attenzione le poneva addosso. In questo, Alice assomigliava a suo padre. In seguito disse di Theodore: "Vuole essere la sposa ad ogni matrimonio, il cadavere ad ogni funerale e il bambino ad ogni battesimo". La sua schiettezza e le sue buffonate conquistarono il cuore del popolo americano, che la soprannominò "Principessa Alice".
Alice era nota per aver infranto molte norme sociali della sua epoca. Il Journal des débats di Parigi notò che in 15 mesi Alice Roosevelt aveva frequentato 407 cene, 350 balli e 300 feste. Un documento affermò che si era spogliata della sua lingerie in un'orgia da ubriachi tenutasi in un Newport (Rhode Island) e nella dimora ballava in cima a un tavolo, una storia che si rivelò falsa. Fumò sigarette in pubblico, cavalcò in auto con uomini, rimase fuori fino a tardi a festeggiare e teneva un serpente come animale domestico di nome Emily Spinach, Emily dal nome della sua zia Zitella e spinaci per il suo colore verde, alla Casa Bianca e fu vista fare scommesse con un bookmaker.
L'11 maggio 1908 Alice si divertì nella galleria del Campidoglio alla Camera dei rappresentanti degli Stati Uniti, posizionando una puntina sulla sedia di un signore sconosciuto ma "di mezza età" e "dignitoso". Dopo aver sentito la puntina, come lo scoppio di una bolla sulla fontana, come il fulmine a ciel sereno, come la palla di un cannone", lo sfortunato individuo balzò in piedi per il dolore e la sorpresa, mentre distoglieva lo sguardo.
Una volta un visitatore della Casa Bianca commentò le frequenti interruzioni di Alice nell'ufficio del presidente, spesso per offrire consulenza politica. Il presidente esausto commentò al suo amico, l'autore Owen Wister, dopo che Alice aveva interrotto la loro conversazione per la terza volta e minacciò di buttarla "fuori dalla finestra", "Posso gestire il paese o posso assistere ad Alice, ma non posso forse fare entrambe le cose."

### Giro dell'Asia

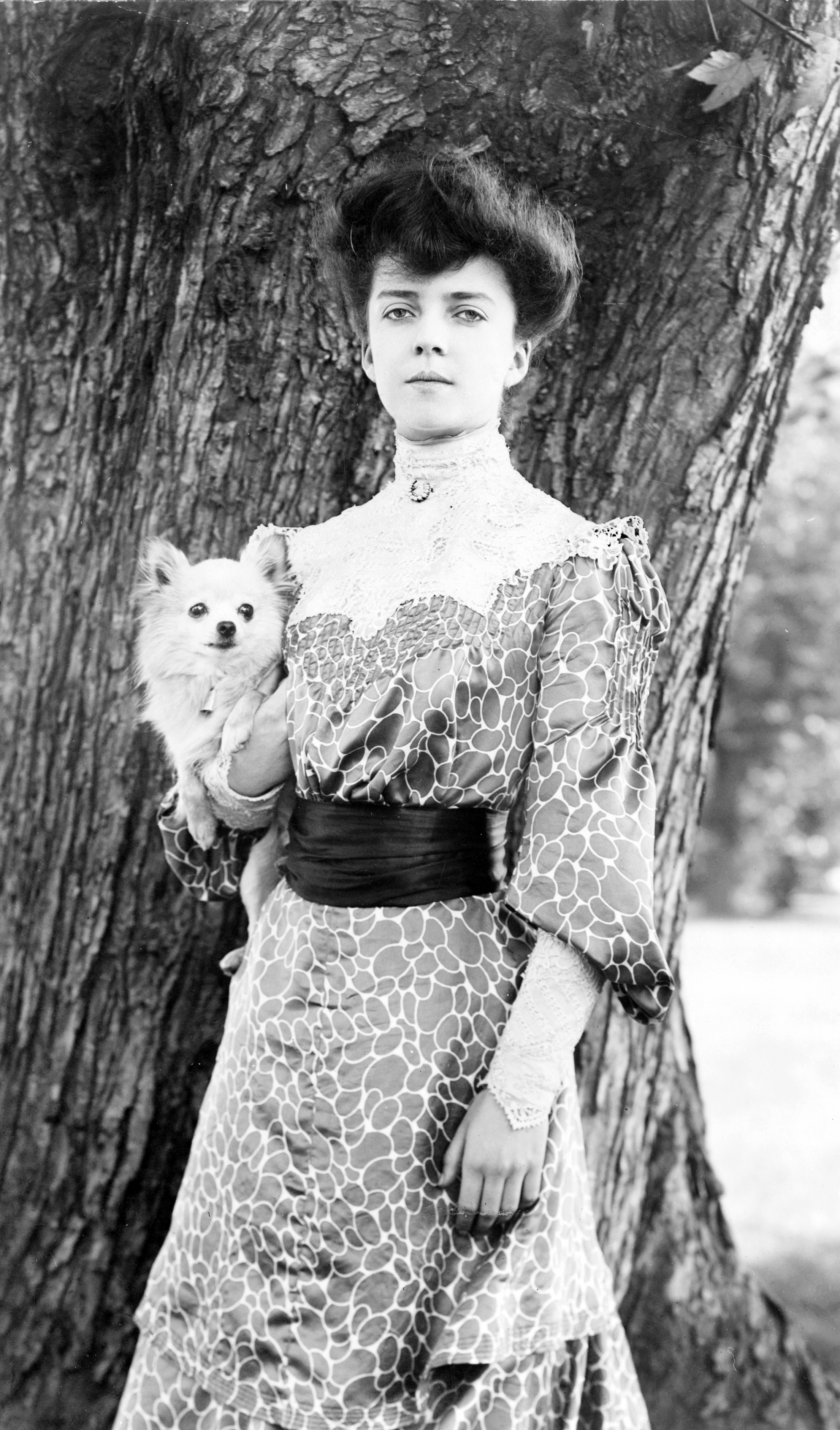
Alice Roosevelt nel 1902 con il suo cane Leo, un chihuahua a pelo lungo. Le fu regalato anche un pechinese chiamato Manchu, dall'imperatrice cinese vedova Cixi nel 1905.

Nel 1905 Alice, insieme al Segretario alla Guerra, William Howard Taft, guidò la delegazione americana in Giappone, Hawaii, Cina, Filippine e Corea. Finora era la più grande missione diplomatica di questo tipo, composta da 23 membri del Congresso (tra cui il suo futuro marito Nicholas Longworth), sette senatori, diplomatici, funzionari e uomini d'affari.
Durante la crociera in Giappone, Alice saltò nella piscina della nave completamente vestita e convinse il deputato William Bourke Cockran ad unirsi a lei in acqua. Dando una svolta romantica alla storia, i giornali riferirono che si trattava di Longworth, a cui Alice era fidanzata. Anni dopo Bobby Kennedy la rimproverò per l'incidente, dicendo che era scandaloso per l'epoca, al che l'ormai ottantenne Alice rispose che sarebbe stato scandaloso solo se si fosse tolta i vestiti. Nella sua autobiografia, Crowded Hours, Alice prese nota dell'evento, sottolineando che c'era poca differenza tra la gonna di lino e la camicetta che indossava e un costume da bagno da donna di quel periodo.

## Vita da sposata

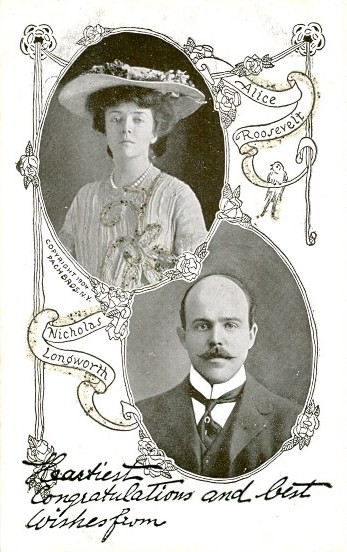
Cartolina del 1906 associata al suo matrimonio

Nel dicembre del 1905, dopo essere tornati a Washington dai loro viaggi diplomatici, Alice si fidanzò a Nicholas Longworth III, membro della Camera dei Rappresentanti Repubblicani degli Stati Uniti di Cincinnati, Ohio, che alla fine sarebbe diventato Speaker della Camera dei rappresentanti. Alice avrebbe compiuto 22 anni mesi dopo. I due avevano viaggiato negli stessi circoli sociali per diversi anni, ma la loro relazione si consolidò durante la crociera imperiale. Un rampollo di una famiglia socialmente di spicco dell'Ohio, Longworth era di 14 anni più anziano e aveva la reputazione di playboy a Washington D.C.
Il loro matrimonio ebbe luogo nel febbraio del 1906 e fu l'evento sociale della stagione. Parteciparono più di mille ospiti e molte migliaia si sono radunati fuori sperando di intravedere la sposa. Indossava un abito da sposa blu e tagliava drammaticamente la torta nuziale con una spada (presa in prestito da un aiutante militare presente al ricevimento). Immediatamente dopo il matrimonio, la coppia partì per una luna di miele che prevedeva un viaggio a Cuba e una visita ai Longworths a Cincinnati. A questo seguirono viaggi in Inghilterra e nel continente che includeva cene con Re Edoardo VII del Regno Unito, Il Kaiser Guglielmo II Di Germania, Georges Clemenceau, Whitelaw Reid, Lord Curzon e William Jennings Bryan. Acquistarono una casa nel 1909 nella Massachusetts Avenue, N.W., a Washington, D.C., ora il quartier generale della Fondazione Legale Di Washington.
Alice sostenne pubblicamente la candidatura presidenziale di suo padre di Bull Moose nelle Elezioni Presidenziali del 1912, mentre suo marito rimase fedele al suo mentore, il presidente William Howard Taft ed era in corsa per la rielezione con la tessera repubblicana. Nicholas Longworth perse per poco il proprio distretto in casa quell'anno, contro lo sfidante democratico Stanley E. Bowdle.
Durante quel ciclo elettorale Alice apparve sul palco con il candidato presidenziale di suo padre, Hiram Johnson, nel distretto di Longworth. Longworth perse circa 105 voti e scherzà sul fatto che valesse almeno 100 voti (il che significa che era la ragione per cui ha perso). Tuttavia Nicholas Longworth fu di nuovo eletto nel 1914 e rimase in casa per il resto della sua vita. La campagna di Alice contro suo marito causò un raffreddamento permanente del loro matrimonio.
Durante il loro matrimonio, Alice ebbe numerose relazioni. Era risaputo a Washington che aveva una relazione lunga e in corso con il senatore William Borah. Quando i diari di Alice furono aperti alla ricerca storica, indicarono che Borah era il padre di sua figlia, Paulina Longworth (1925–1957).
Alice era rinomata per il suo umorismo "brillantemente malizioso", anche in questa situazione delicata, poiché inizialmente aveva voluto nominare sua figlia "Deborah", come in "de Borah". E secondo un amico di famiglia, "tutti la chiamavano [Paulina]" Aurora Borah Alice.

## Presidenza post-Roosevelt

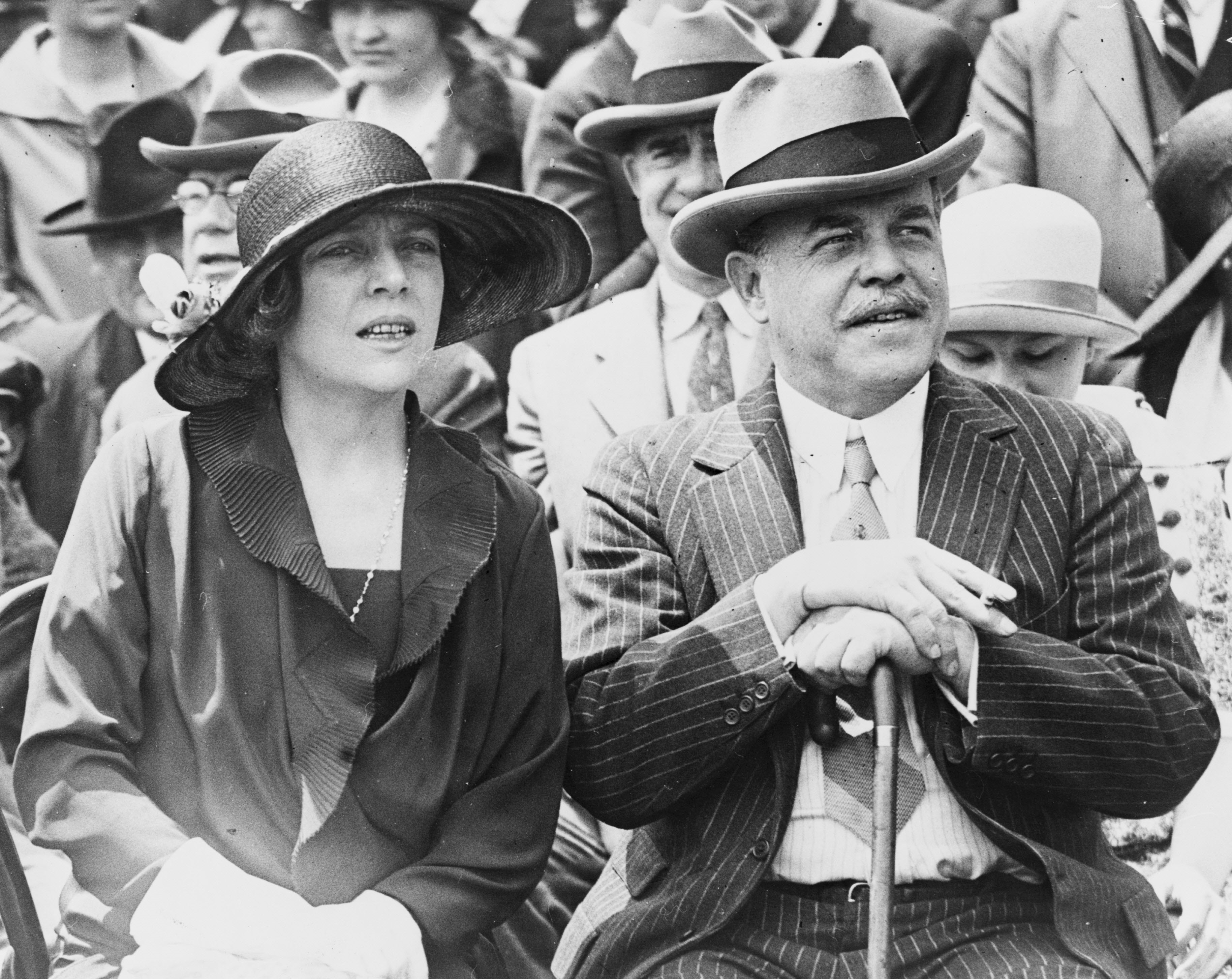
Alice Roosevelt Longworth e suo marito, il presidente della Camera e rappresentante dell'Ohio Nicholas Longworth sui gradini del Campidoglio degli Stati Uniti nel 1926

Quando arrivò il momento per la famiglia Roosevelt di uscire dalla Casa Bianca, Alice seppellì una bambola vudù della nuova first lady, Nellie Taft, nel cortile. Più tardi la Casa Bianca di Taft la escluse dalla sua ex residenza, la prima ma non l'ultima amministrazione a farlo. Durante l'amministrazione di Woodrow Wilson, che la bandì nel 1916 per uno scherzo osceno a spese di Wilson, Alice lavorò contro l'ingresso degli Stati Uniti nella Società delle Nazioni.
Durante la Grande depressione, quando lei, come molti altri americani, trovò le sue fortune rovesciate, Alice apparve nella pubblicità del tabacco per guadagnare denaro. Pubblicò anche un'autobiografia, Crowded Hours. Il libro vendette bene e ricevette recensioni entusiastiche. Il tempo ne ha elogiato la "vitalità disinvolta".
L'arguzia di Alice potrebbe avere avuto effetti politici su amici e nemici. Quando l'editorialista e cugino Joseph Wright Alsop V affermò che c'era sostegno di base per il candidato presidenziale repubblicano Wendell Willkie, il repubblicano sperò di sconfiggere FDR nel 1940, disse di sì: "Le radici di 10.000 country club". Durante la campagna per le elezioni presidenziali del 1940, proclamò pubblicamente che "piuttosto voterei per Hitler che votare per Franklin per un terzo mandato". Alice demolì Thomas Dewey, l'avversario del 1944 di suo cugino Franklin, confrontando il baffi a matita repubblicani con "lo sposo sulla torta nuziale". L'immagine rimase impressa e il governatore Dewey perse due elezioni presidenziali consecutive.
Paulina Longworth sposò Alexander McCormick Sturm, con il quale aveva una figlia, Joanna (nata il 9 luglio 1946). Alexander morì nel 1951. La stessa Paulina morì nel 1957 per un'overdose di sonniferi.
Non molto tempo prima della morte di Paulina, lei e Alice avevano discusso della cura di Joanna in caso di tale evento. Alice combatté e ottenne la custodia di sua nipote, che allevò. A differenza del rapporto di Alice con sua figlia, lei adorava sua nipote e le due erano molto legate. In un articolo su American Heritage del 1969, Joanna fu descritta come una ventiduenne molto attraente e intellettuale e fu definita un contributore notevole alla giovinezza della signora Longworth...'. un notevole contributo alla giovinezza della signora Longworth.... I legami tra loro sono cavi gemelli di devozione e un sano rispetto reciproco per la lingua dell'altro. 'La Sig.ra. L.,' dice un amico, 'è stata un padre e una madre meravigliosi per Joanna: soprattutto come padre.

## Collegamenti politici

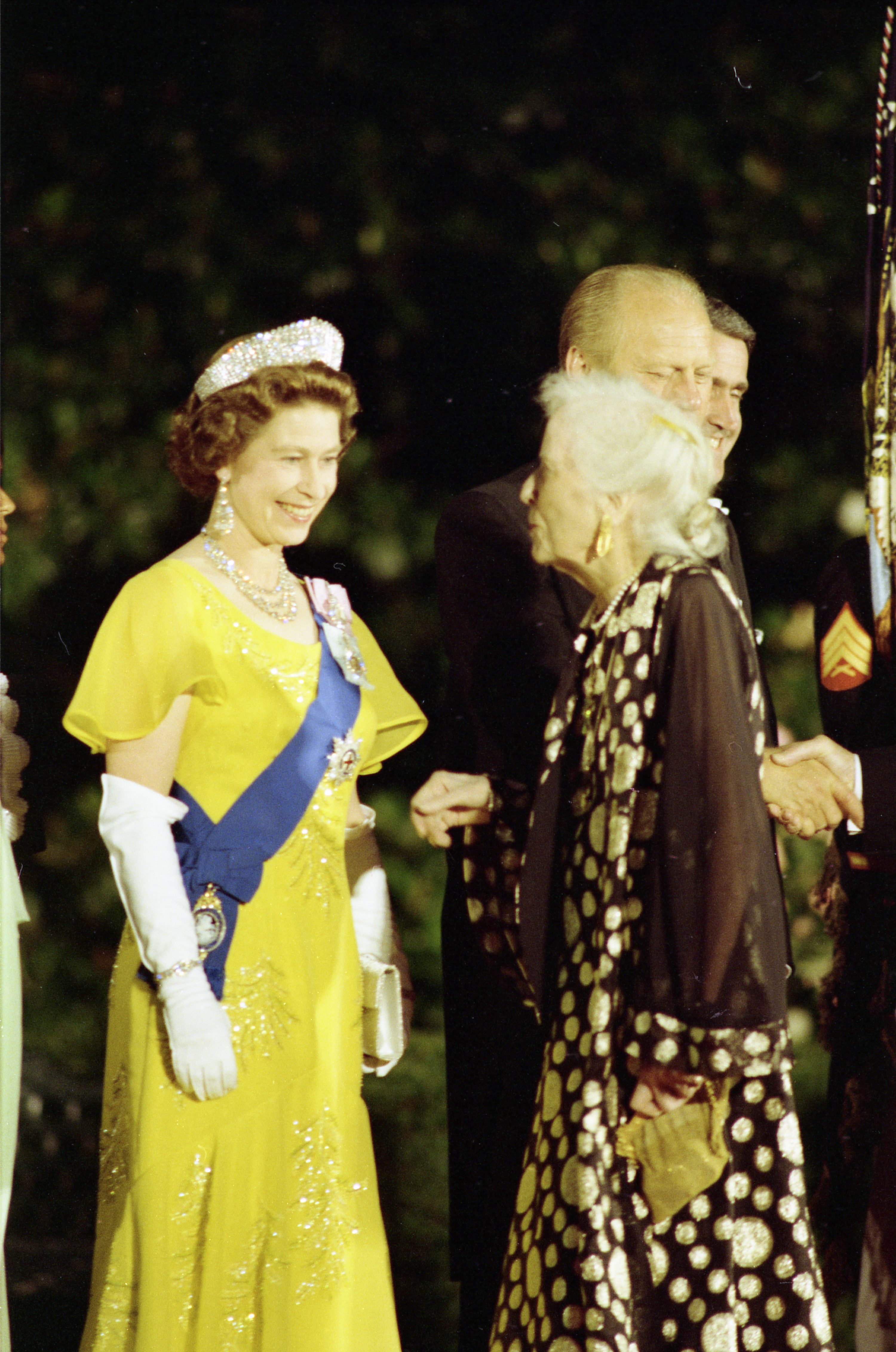
La Roosevelt saluta la Regina Regina Elisabetta II alla cena di stato della Casa Bianca, 1976

Fin da piccola Alice era interessata alla politica. Man mano che l'età avanzata e la malattia rendevano incapace sua zia Bamie, Alice entrò al suo posto come consigliere politico non ufficiale di suo padre. Mise in guardia suo padre dal sfidare la rielezione di William Howard Taft nel 1912.
Alice aveva una visione dura dei Democratici e in gioventù simpatizzava con l'ala conservatrice del Partito Repubblicano. Supportò il fratellastro Theodore Roosevelt Jr. quando fu candidato a Governatore di New York nel elezioni governative degli Stati Uniti del 1924. Quando Franklin D. Roosevelt si candidò alla presidenza nel 1932, Alice si oppose pubblicamente alla sua candidatura. Scrivendo sul Ladies' Home Journal nell'ottobre 1932, disse di FDR: "Politicamente, il ramo della sua famiglia e la nostra è sempre stata in campi diversi e lo stesso cognome riguarda tutto ciò che abbiamo in comune..... sono una repubblicana... voterò per Hoover..... Se non fossi un repubblicano, questa volta voterei ancora per il signor Hoover."
Sebbene Alice non abbia supportato John F. Kennedy nelle elezioni del 1960, si innamorò molto della famiglia Kennedy e "imparò quanto potessero essere divertenti e attraenti i democratici". Sviluppò un'amicizia affettuosa, sebbene a volte tesa, con Bobby Kennedy, forse a causa della sua pelle relativamente sottile. Quando Alice prese in giro privatamente la sua scalata del nuovo Monte Kennedy in Canada, non fu divertito. Ammise di aver votato per il presidente Lyndon Johnson contro il senatore Barry Goldwater nel 1964 perché credeva che Goldwater fosse troppo cattivo.
Alice sviluppò una vera amicizia con Richard Nixon quando era vicepresidente. Nel 1957 prestò servizio come portabara al funerale di Paulina. Quando tornò in California dopo il secondo mandato di Dwight Eisenhower e la sua sconfitta nelle elezioni presidenziali del 1960, si tenne in contatto e non considerò finita la sua carriera politica. Alice incoraggiò Nixon a rientrare in politica e continuò a invitarlo alle sue famose cene. Nixon restituì questi favori invitandola alla sua prima cena formale della Casa Bianca e al matrimonio nel 1971 di sua figlia Tricia Nixon.

## Anni successivi

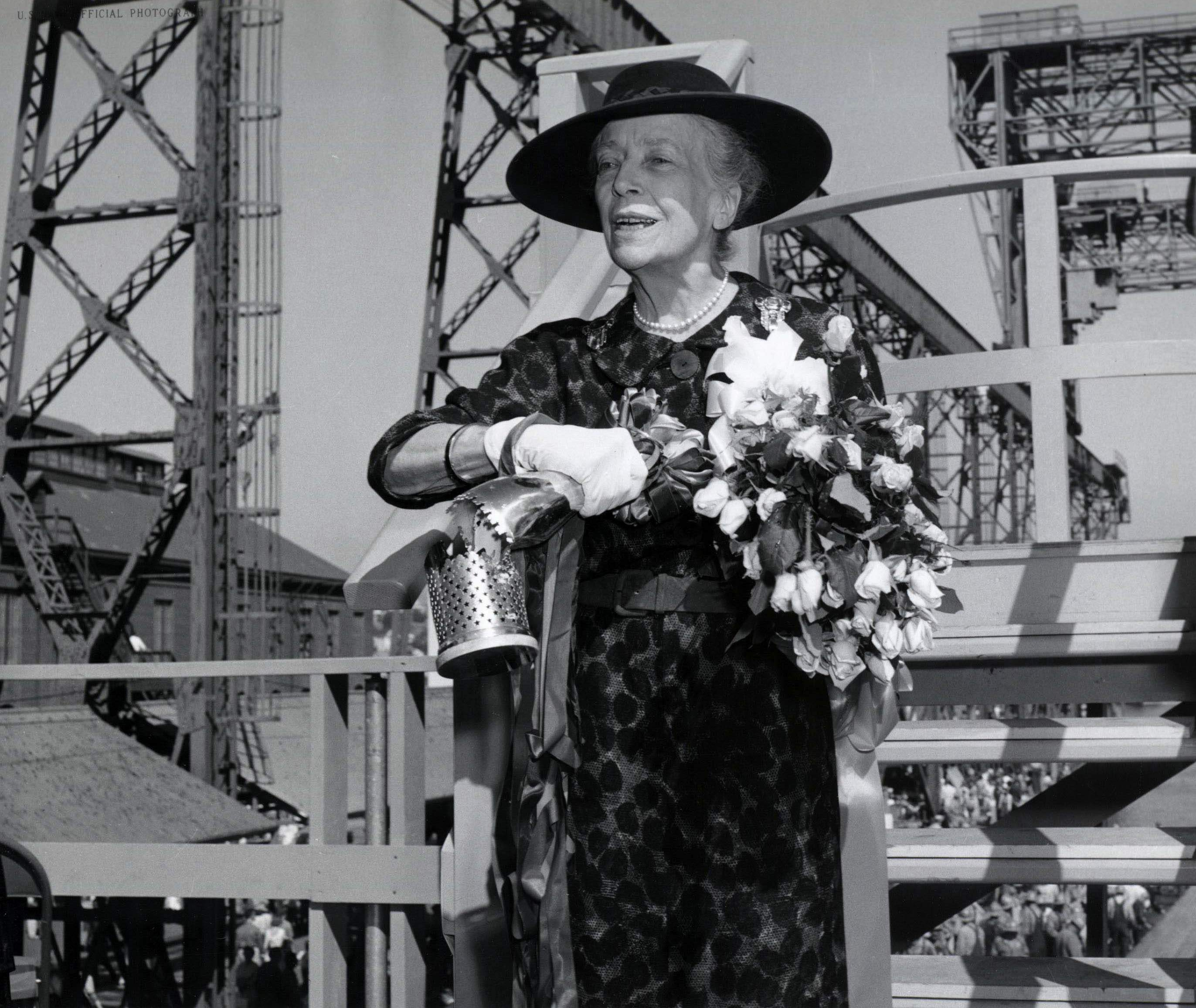
Alice Roosevelt Longworth battezza il sottomarino che porta il nome di suo padre, lo USS Theodore Roosevelt, nel 1959

Nel 1955 Alice cadde e subì la frattura dell'anca. Nel 1956 le fu diagnosticato un cancro al seno e sebbene all'epoca avesse subito una mastectomia, il cancro fu trovato nell'altro seno nel 1970, richiedendo una seconda mastectomia.
Alice era un membro permanente del Partito Repubblicano, ma le sue simpatie politiche iniziarono a cambiare quando si avvicinava alla famiglia Kennedy e Lyndon Johnson. Votò democratico nel 1964 ed era nota per il suo sostegno a Bobby Kennedy nella Primarie Democratiche del 1968.
Dopo l'assassinio di Robert F. Kennedy nel 1968, Alice sostenne di nuovo il suo amico Richard Nixon nel 1968 e nelle elezioni del 1972, proprio come aveva fatto nella sua campagna del 1960 contro John F. Kennedy. Fu registrata in una conversazione telefonica con Nixon nel nastri di Nixon alla Casa Bianca dove criticava fortemente il candidato democratico del 1972 George McGovern. Nixon la chiamò "la più interessante [Conversazionalista dell'epoca]" e disse: "Nessuno, non importa quanto famoso, potrà mai superarla".
Rimase cordiale con il successore di Nixon, Gerald Ford, ma una percepita mancanza di grazia sociale da parte di Jimmy Carter le fece decidere di non incontrarlo, l'ultimo presidente in carica nella sua vita. Nella dichiarazione ufficiale che segnava la sua morte, il presidente Carter scrisse "aveva stile, aveva grazia e aveva un senso dell'umorismo che teneva generazioni dei politici nuovi arrivati a Washington a chiedersi cosa fosse peggio: essere infilzati dalla sua arguzia o essere ignorati dal lei."

## Morte
Dopo molti anni di cattiva salute, Alice morì nella sua casa di Row Embassy il 20 febbraio 1980, otto giorni dopo il suo 96º compleanno, di enfisema e polmonite, con effetti contributivi di una serie di altre malattie croniche. È sepolta nel Cimitero di Rock Creek, Washington, D.C. È la figlia con la vita più lunga di un presidente degli Stati Uniti.

## L'arguzia
Tra i suoi commenti citabili, il più famoso di Alice è finito su un cuscino del suo divano: "Se non puoi dire qualcosa di buono su qualcuno, siediti qui accanto a me". Al senatore Joseph McCarthy, che a una festa aveva scherzosamente osservato: "Ecco il mio appuntamento al buio. Ti chiamerò Alice", lei rispose sarcasticamente "Senatore McCarthy, non mi chiamerai Alice. Il camionista, il netturbino e il poliziotto del mio isolato possono chiamarmi Alice, ma tu no." Informò il presidente Lyndon B. Johnson che indossava cappelli a tesa larga in modo che non potesse baciarla. Quando si scoprì che un noto senatore di Washington aveva una relazione con una giovane donna che aveva meno della metà dei suoi anni, lei scherzò: "Non puoi far lievitare un soufflé due volte". Disse in un'intervista a 60 Minutes con Eric Sevareid, trasmessa in televisione il 17 febbraio 1974, che era un'edonista.

### Libri
- Brough, James. Princess Alice: A Biography of Alice Roosevelt Longworth. Boston: Little, Brown. 1975.
- Caroli, Betty Boyd. The Roosevelt Women. New York: Basic Books, 1998.
- Cordery, Stacy A. Alice: Alice Roosevelt Longworth, from White House Princess to Washington Power Broker. New York: Viking, 2007.
- Felsenthal, Carol. Princess Alice: The Life and Times of Alice Roosevelt Longworth. New York: St. Martin's Press. 1988.
- Longworth, Alice Roosevelt. Crowded Hours (Autobiography). New York: Scribners. 1933.
- Miller, Nathan. Theodore Roosevelt: A Life. William Morrow, 1992,
- Edmund Morris, The Rise of Theodore Roosevelt, New York, Random House Trade Paperback Edition, 2001, ISBN 0-375-75678-7.
- Richard Nixon, In the Arena: A Memoir of Victory, Defeat and Renewal, New York, Simon & Schuster, 1990,  pp.  163–164., ISBN 0-671-72934-9.
- Mark Peyser e Timothy Dwyer, Hissing Cousins: The Untold Story of Eleanor Roosevelt and Alice Roosevelt Longworth, Doubleday, 2015, ISBN 9780385536028.
- Howard Teichmann. Alice: The Life and Times of Alice Roosevelt Longworth. Englewood Cliffs, NJ. 1979.
- Wead, Doug. All the Presidents' Children: Triumph and Tragedy in the Lives of America's First Families. New York: Atria Books, 2004.

### Articoli
- Marquis James (pseud. Quid),  "Princess Alice". The New Yorker 1/2 (February 28, 1925): 9–10. (Profile.)

### Ulteriori letture
- Barbara Kerley, What to Do About Alice?: How Alice Roosevelt Broke the Rules, Charmed the World, and Drove Her Father Teddy Crazy!, Illustrated by Edwin Fotheringham, New York, Scholastic Press, 2008, ISBN 9780439922319, OCLC 76820781.